# 메더

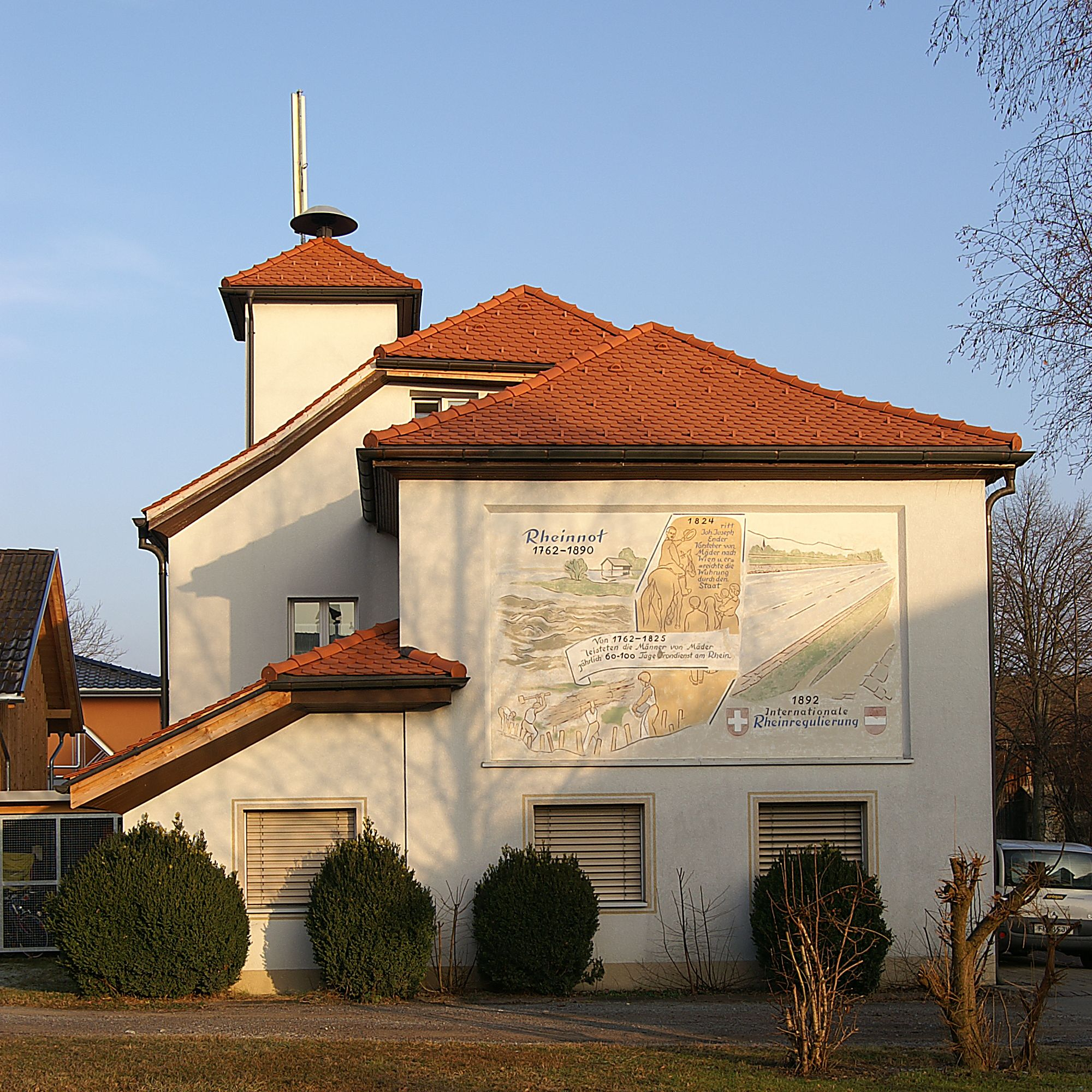

메더(Maeder,Mäder)는 오스트리아 포어아를베르크주(Vorarlberg)의 펠트키르히군(Feldkirch District)에 있는 자치구이다. 과거 콘스탄츠호로 부리던 보덴호 호수 남동쪽 아래에 위치하고있다. 보덴호를 끼고서 스위스를 둘러 바젤로 흐르는 라인강 상류에 있다.
라인강을 사이에 두고 스위스와 접해있다.

## 같이 보기
- 리히텐슈타인 후국